# Palamedes Palamedesz. (I)
Palamedes Palamedesz.(I) of Palamedes Stevaerts (gedoopt 6 augustus 1605 in Leith – begraven 26 maart 1638 in Delft) was een Nederlandse schilder. Hij is vooral bekend om zijn strijdtaferelen, genre scenes van het leven in soldatenkampen, landschappen en ruitersportretten.

## Leven
Hij werd geboren in Leith, Schotland als zoon van Palamedes Willemsz. Stevens (of Stevaerts) en Marie Arsene (in het Nederlands Maeijken van Naerssen genoemd) en werd op 6 augustus 1605 gedoopt.  Zijn vader was een beeldhouwer, steenhouwer en hofkunstenaar die waarschijnlijk Vlaams was.  Zijn vader sneed halfedelstenen zoals jaspis, porfier en agaat tot vazen en beoefende andere decoratieve kunsten. Hij was in dienst van de Schotse koning Jacobus VI en reisde mogelijk met de koning mee naar Londen toen deze tot koning van Engeland werd gekroond als Jacobus I van Engeland.

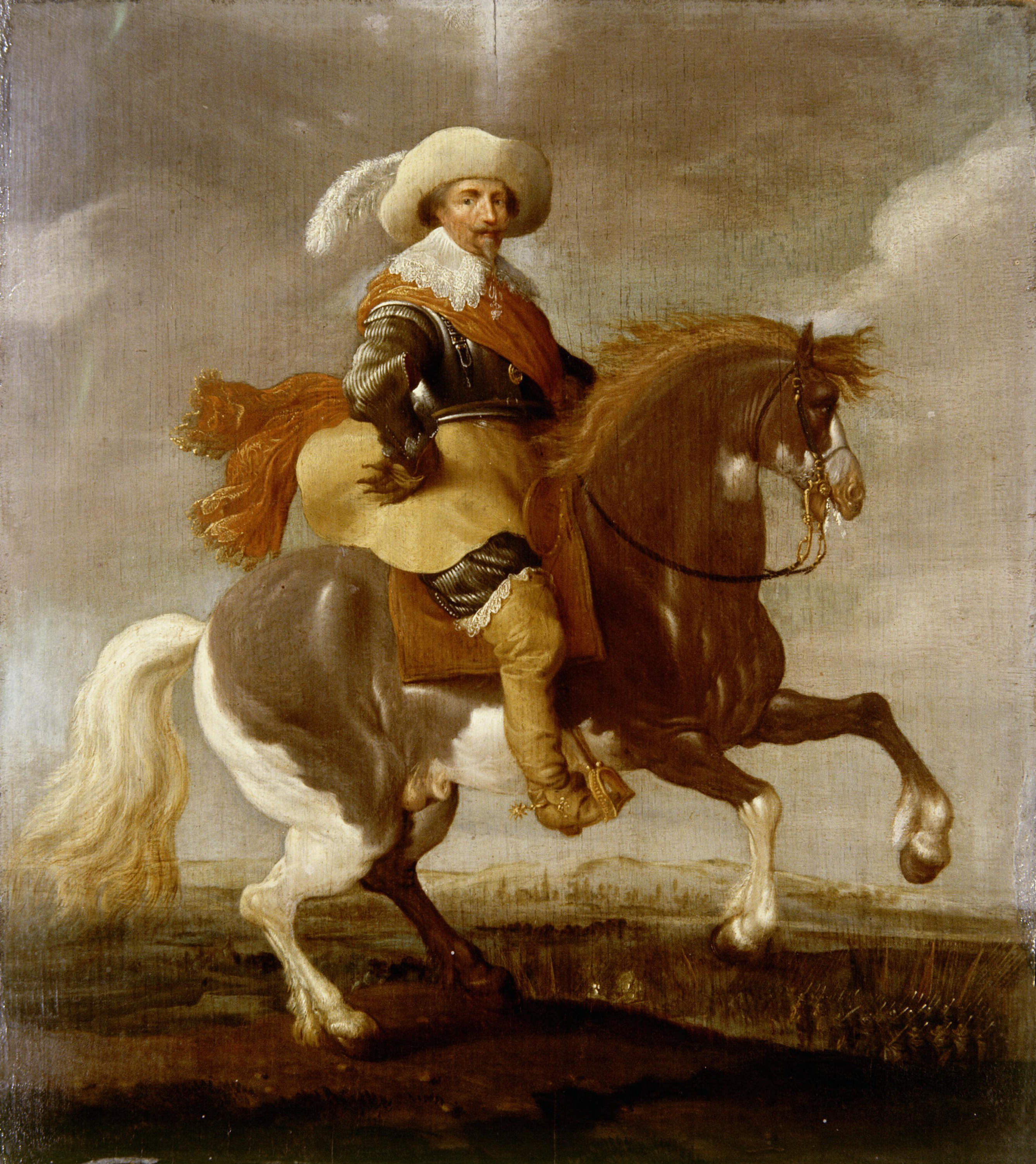
Portret van Frederik Hendrik van Oranje

Zijn vader was op 6 juni 1601 in Leith getrouwd met Maeijken van Naerssen. Het echtpaar kreeg drie kinderen: Guilliaem (1601-1688), die kleermaker werd, Anthonie (1602-1673), die schilder werd, en Palamedes. De vroege biograaf Arnold Houbraken vermeldt dat hij zo getalenteerd was dat hij meester werd zonder een meester te hebben gehad, en zich alleen oefende door de werken van Esaias van de Velde te kopiëren, wat hij zo goed deed dat hij zeer bekend werd. In tegenstelling tot dit verhaal is het waarschijnlijker dat hij les kreeg van zijn oudere broer Anthonie. Hij trad in 1627 in bij het Delftse Sint-Lucasgilde in Delft.
Toen Palamedes en zijn broer Anthonie bij het gilde werden ingeschreven, betaalden zij het gereduceerde entreegeld dat was voorbehouden aan inwoners van de stad.  Dit wijst erop dat hun vader mogelijk in Delft had gewoond voordat hij naar Schotland vertrok, wellicht als protestantse vluchteling voor de Spaanse inquisitie in zijn geboorteland Vlaanderen.
Zijn broer was een gerespecteerd portret- en genreschilder. Palamedesz. werd beschreven als kort, gebocheld en lelijk. Hij huwde Maria Ewouts Schravesande in Delft op 19 januari 1630 (overleden 1695).  Zijn vrouw was de dochter van een welgestelde familie. Het paar was de ouders van vier kinderen, van wie Palamedes Palamedesz. (III) (1631-1683) schilder was.

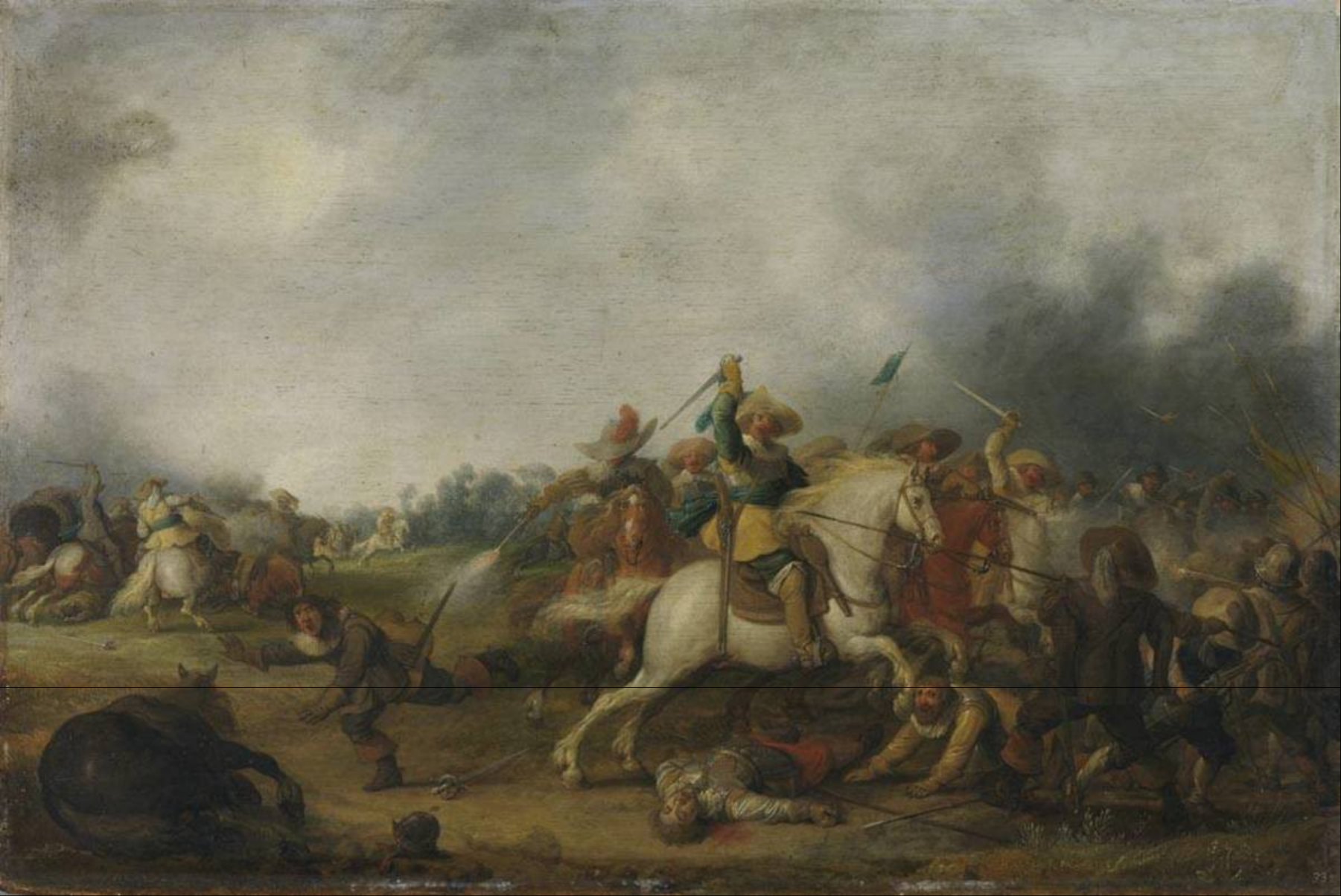
Ruitergevecht

Hij verbleef in 1631 in Antwerpen en keerde in 1632 terug naar Delft. Zijn motto was "nog eerst te zullen beginnen". Hij overleed op 33-jarige leeftijd en werd op 26 maart 1638 in Delft begraven.

## Werk
Palamedesz. schilderde voornamelijk gevechtstaferelen van cavalerie gevechten en soldaten in militaire kampen. Mogelijk heeft hij ook ruitersportretten en genretaferelen geschilderd.